# هربرت ویلبرفورس
 هربرت ویلبرفورس (انگلیسی: Herbert Wilberforce؛ زاده ۸ فوریهٔ ۱۸۶۴ درگذشته ۲۸ مارس ۱۹۴۱) یک تنیس‌باز اهل بریتانیا بود.